# 兒童節
儿童节（英語：Children’s Day）是為了保障儿童的生存权、保健权、受教育权、抚养权等权利、改善儿童生活状况，反对虐待与毒害儿童而设立的节日。世界各国根据各自的国情设定不同的庆祝日期，并未统一。
早在1920年，土耳其民间便开始将4月23日作为国家性的儿童节。1929年，土耳其大国民议会在纪念土耳其獨立戰爭奠定国家基础的重要会议上，正式宣布将这一天设为国定假日。1981年，该节日被正式命名为“国家主权及儿童日”，土耳其也因此成为世界上第一个设立官方儿童节的国家。
1949年，国际民主妇女联合会大会在苏联莫斯科召开，为悼念1942年利迪策大屠杀，提出将6月1日设为国际儿童节，这一倡议被40多个国家采纳。
1954年12月14日，联合国教育、科学及文化组织将11月20日定为“世界儿童日”，旨在鼓励各国设立属于儿童的节日。儿童节的设立最初是为了促进成人与儿童之间的交流与理解，其次则是呼吁社会采取行动，改善儿童福利，推动儿童权利的实现，并以促进落实《联合国宪章》中对儿童福祉的保障为目标。1989年11月20日，联合国在这一天通过了具有重要意义的《兒童權利公約》。

## 亞洲

### 中華民國
1931年，孔祥熙发起建立的中华慈幼协济会提议，将4月4日定为儿童节。其理由為「時當春令，氣候相宜，又與往日之三三、五五、九九及今日之十十等節名互相輝映。」行政院同意後，在《紀念日及節日實施辦法》第五條中規定，4月4日兒童節，有關機關、團體、學校舉行慶祝活動。
1991年－1997年與婦女節合併放假一天（正式名稱為「婦女節、兒童節合併假期」）。1998年以後取消放假，併入週休假期。1998年實施隔週休二日以前，國小及以下學童放假一天。2011年起恢復為國定假日，全國放假一天。2012年再次修法，如果遇到與清明節同一日，則在前一日4月3日放假，如遇週四則於後一日放假。

### 中华人民共和国
同蘇聯、東德、東方集團及其他社会主义国家，中央人民政府政务院第十二次政务会议于1949年12月23日通過了《全国年节及纪念日放假办法》，其中规定6月1日为儿童节，并将其列为“属于部分人民之节日，为了便于部分人民的群众活动，得放假半天，或只其中一部分人放假，其他一部分人得推代表参加庆祝”。1950年3月30日，中央人民政府教育部發出通告，準備慶祝第一個六一儿童节。在該通告中，中央人民政府教育部簡述了更改兒童節日期的原因及第一個兒童節的慶祝辦法。。

#### 香港
香港民間的兒童節是4月4日。香港的勞工及福利局雖然在2014年把6月1日列為「國際兒童節」，但官方沒有把兒童節列為公眾假期，中小學生亦需要在4月4日如常上課，學校另行安排假期，譬如與復活節或清明節假期重疊。

### 朝鮮民主主義人民共和國
朝鲜的儿童节在6月1日，除6月1日的“国际儿童节”外，朝鲜还设有6月6日的朝鲜少年团成立纪念日，这一天新入队儿童接受红领巾并宣誓效忠金日成及金正日等领袖。

### JPN

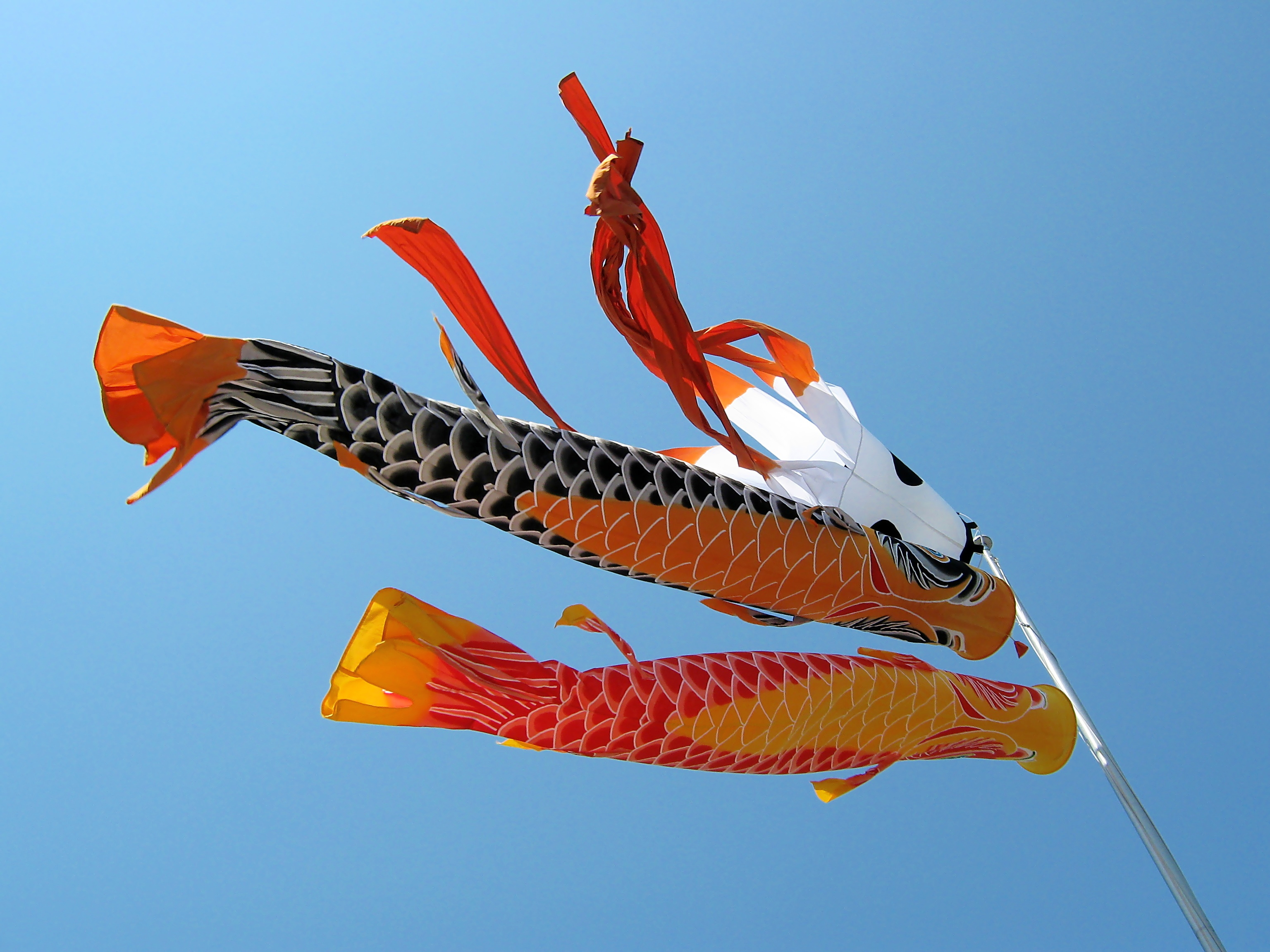
「兒童之日」悬掛的鲤鱼旗

### 蒙古国
蒙古的儿童节在6月1日，稱為「母子节」。

### 
老挝的儿童节也在6月1日。

### 日本
日本的「兒童之日」（日語：子供の日 / こどものひ）是一个传统节日。在每年的5月5日（明治維新前為農曆五月初五），日本的家庭都会庆祝孩子的长大。這天本來是男孩节，1948年，当这个节日成为公众假日的时候，便成了庆祝所有儿童幸福和福利的节日。在节日当天，在日本的家庭都会在屋顶上悬挂鱼状的标志，用来象征儿童消除厄运，克服困难，顺利成长。全家用菖蒲水洗熱水澡，祛災除病。
日本將3月3日定為單獨的雛祭（日語：雛祭り）是女孩子的節日，自東亞傳統節日“上巳節”（明治維新前為農曆三月初三）發展過來，以摆放各种玩偶来庆祝。男儿节悬挂鲤鱼旗是源自中国的“望子成龙”和“鯉躍龍門”的传说，甚至還有給男孩子穿上這些頭盔鎧甲、持劍背弓的，並擺設鍾馗人偶或懸掛鍾馗畫像。
另外，日本11月15日的七五三节，也常被视作为儿童节。

### 大韓民國
韓國的儿童节（韓語：어린이날）开始于朝鮮日治時期的1923年，并不是从日本“男孩节”演变过来了的，而是韩国本土独立起源的节日。韩国儿童节的起源可以追溯到1921年，当时韩国的少年运动先驱者方定焕在天道教少年会发起了第一次少年运动，旨在培养儿童的民族精神。1923年，为了纪念这一运动，方定焕等人将5月1日定为韩国儿童节。
在日本统治时期，韩国的儿童节曾被取消，直到1946年才恢复，指定1946年5月的第一个星期日，光复后的第一个节日，正好这一天是5月5日。之后为了不混淆日期，就定了5月5日为儿童节。虽然日本也有在5月5日庆祝“男孩节”的传统，但韩国儿童节的设立初衷是为了反抗日本殖民统治，增强本国儿童的民族独立意识。因此，韩国儿童节的起源和发展与日本的节日并无直接联系。

### 印度
在印度，儿童节的日子訂於开国总理贾瓦哈拉尔·尼赫鲁的生日，也就是每年的11月14日。

### 土耳其
4月23日是土耳其的“国家主权及儿童日”。这个节日来自土耳其独立战争期间1920年土耳其国民大会的召开日期。1929年，根据儿童保护组织的建议，这一天被定为儿童节。从1986年起，土耳其政府开始在4月23日庆祝国际儿童节。

### 泰國
泰国的儿童节在一月份的第二个星期六。

### 新加坡
新加坡儿童节原定於10月1日，于2011年修宪时为“促进家庭生活”，改成10月的第1个星期五。根據新加坡节假日法规的第一条规定，10月1日儿童节当天给小朋友放假。另外，新加坡人口很少，这条有关儿童节的法规也有利于促进那些喜爱度假的年轻夫妇，通过多生小孩获得更多的假期。

## 欧洲

### 德国
冷战期间，东西德在儿童节上做法迥然不同。首先，日期不一样：东德定在6月1日，而西德定在9月20日；其名称也不同：东德称为“国际儿童节”（Internationaler Kindertag），西德称为“世界儿童节”（Weltkindertag）。另外，节日的慶祝方式也有区别。
在东德，儿童节开始于1950年，源於紀念二戰期間的1942年6月，納粹德國槍殺了捷克利迪策村16歲以上的男性公民140餘人和全部嬰兒，並把婦女和90名兒童押往集中營的事件。爲了悼念利迪策村和全世界所有在法西斯侵略戰爭中死難的兒童，反對帝國主義戰爭販子虐殺和毒害兒童，保障兒童權利，1949年11月國際民主婦女聯合會遂在蘇聯首都莫斯科召開執委會，正式決定每年6月1日爲全世界少年兒童的節日，即國際兒童節。之后每年的这一天，都是孩子们一年中最开心的日子。往往会收到家长的祝福和礼物，在学校裡也会举行特别庆祝活动，如郊遊等。在西德，儿童节不太受重視，许多人甚至都不知道这个节日的存在。
随着1990年两德统一，西德地区的儿童节日期和名称成为全德国官方的统一标准。然而在东德的许多地区，人们仍然无法改变旧有的习惯和称呼。因此，在每年的6月1日，前東德地區的许多家长仍然会和孩子一起庆祝儿童节的到来。

### 瑞典
瑞典和日本一样也把儿童节分得比较明细，每年的8月7日是“男孩节”，又称为“龙虾节”，意思是鼓励全国的小男孩学习龙虾的勇敢精神。这一天，孩子们要打扮成龙虾的样子，表演一些非常活泼可爱的节目。
12月13日则是瑞典的“女孩节”，又称为“露西娅女神节”。露西娅是瑞典传说中专门保护女孩的女神，每到这个节日，女孩子都要打扮成女神的模样，为其他孩子做好事。

## 美洲

### 美国
在美国，儿童节的概念出现在父亲节和母亲节之前，但长期以来没有全国统一的儿童节。2000年，一名4岁女童致信时任美国总统的比爾·克林顿要求设立一个属于儿童的节日。为此，克林顿宣布将当年10月8日定为儿童节。到了2001年，时任总统乔治·W·布什才将6月3日定为“全国儿童节”，并宣布此后每年6月的第二个星期日都是“全国儿童节”。
但像其他欧洲国家一样，美国儿童节这一天很少组织举行社会性公众性庆祝活动。

### 巴西
10月12日定为儿童节（葡萄牙語：Dia das Crianças），與主保聖人（守護聖者）日、聖母日同日慶祝。

### 阿根廷
在阿根廷，儿童节或称为童年节（西班牙語：Dia de la infancia）是在8月的第三个星期天。在2003年前，阿根廷是在8月的第一个星期天庆祝儿童节，但在2003年，应阿根廷玩具协会的要求，将其调整为8月的第二个星期天。在2013年，被调准为8月的第三个星期天。

## 国际儿童节旗帜
绿色的底色象征着成长，和谐，生气勃勃和丰富。最上方的蓝色人形象征着上帝，他赐予儿童和人类以博爱。红黄黑白四色儿童人形代表着四个人种。儿童是种族，宗教，身体，心理和社会的多样性达致和平与宽容的关键。由人形图像的脚组成的五角星代表着光明，象征着儿童创造的光明的未来。五角星上的五个角代表五大洲。处于正中央的地球形象，象征着我们共有的家园。人形图像伸出双手，代表世界人民的团结友爱。